# Sri Lanka nos Jogos Olímpicos de Verão da Juventude de 2010
O Sri Lanka participou dos Jogos Olímpicos de Verão da Juventude de 2010 em Cingapura. Sua delegação foi composta por sete atletas que competiram em quatro esportes.

## Atletismo
| Evento           | Atleta         | Qualificação | Qualificação | Final     | Final        |
| Evento           | Atleta         | Resultado    | Posição      | Resultado | Posição      |
| ---------------- | -------------- | ------------ | ------------ | --------- | ------------ |
| 1000 m masculino | Indunil Herath | 2:30.83      | 14º (7º q1)  | 2:27.57   | 3º (Final B) |

## Badminton
| Atleta                   | Evento            | Fase de grupos | Fase de grupos                          | Fase de grupos                                  | Fase de grupos                            | Fase de grupos | Quartas-de-final | Semifinais  | Final       | Pos. final  |
| Atleta                   | Evento            | Grupo          | 1ª rodada                               | 2ª rodada                                       | 3ª rodada                                 | Pos.           | Quartas-de-final | Semifinais  | Final       | Pos. final  |
| ------------------------ | ----------------- | -------------- | --------------------------------------- | ----------------------------------------------- | ----------------------------------------- | -------------- | ---------------- | ----------- | ----------- | ----------- |
| Dilshan Kariyawasam      | Simples masculino | D              | TPE Hsieh Feng-tse D 0-2 (12-21, 14-21) | AUS Boris Ma V 2-0 (21-14, 21-5)                | FIN Kasper Lehikoinen D 0-2 (8-21, 18-21) | 3º             | Não avançou      | Não avançou | Não avançou | Não avançou |
| Lekha Handunkuttihettige | Simples feminino  | E              | TPE Chiang Mei-hui D 0-2 (9-21, 19-21)  | THA Sapsiree Taerattanachai D 0-2 (13-21, 9-21) | TUV Tiaese Tapumanaia V 2-0 (21-1, 21-7)  | 3º             | Não avançou      | Não avançou | Não avançou | Não avançou |

## Natação
| Evento                 | Atleta               | Qualificação | Qualificação | Semifinais  | Semifinais   | Final       | Final       |
| Evento                 | Atleta               | Resultado    | Posição      | Resultado   | Posição      | Resultado   | Posição     |
| ---------------------- | -------------------- | ------------ | ------------ | ----------- | ------------ | ----------- | ----------- |
| 50 m costas masculino  | Heshan Unamboowe     |              |              | 27.70       | 11º (6º sf2) | Não avançou | Não avançou |
| 100 m costas masculino | Heshan Unamboowe     | 59.75        | 24º (8º q2)  | Não avançou | Não avançou  | Não avançou | Não avançou |
| 50 m livre feminino    | Madhawee Weerathunga | 29.71        | 45º (1º q1)  | Não avançou | Não avançou  | Não avançou | Não avançou |
| 100 m livre feminino   | Madhawee Weerathunga | 1:05.38      | 49º (6º q1)  | Não avançou | Não avançou  | Não avançou | Não avançou |

## Tênis de mesa
| Atleta                                     | Evento            | Preliminares | Preliminares | Preliminares | 2ª fase consolação | 2ª fase consolação | 2ª fase consolação | Pos. final |
| Atleta                                     | Evento            | Grupo        | Confrontos | Pos.         | Grupo              | Confrontos | Pos.               | Pos. final |
| ------------------------------------------ | ----------------- | ------------ | --- | ------------ | ------------------ | --- | ------------------ | ---------- |
| Hasintha Arsa Marakkala                    | Simples masculino | E            | CZE Ondrej Bajger D 2-3 (13-15, 8-11, 11-9, 11-8, 9-11) THA Tanapol Santiwattanatarm D 2-3 (7-11, 14-12, 12-10, 9-11, 5-11) HKG Chung Hei Chiu D 0-3 (7-11, 4-11, 9-11) | 4º           | HH                 | EGY Omar Bedair D 2-3 (8-11, 12-10, 11-8, 8-11, 12-14) MAW Patrick Massah V 3-0 (11-3, 11-3, 11-5) ITA Leonardo Mutti D 0-3 (11-13, 5-11, 6-11) | 3º                 | --         |
| Nuwani Vithanage                           | Simples feminino  | H            | HKG Ka Yee Ng D 0-3 (4-11, 8-11, 4-11) PUR Carelyn Cordero D 2-3 (11-8, 8-11, 4-11, 11-8, 9-11) USA Ariel Hsing D 1-3 (9-11, 5-11, 11-6, 9-11)                          | 4º           | GG                 | SVN Alex Galic D 1-3 (6-11, 11-5, 8-11, 8-11) NZL Julia Wu V 3-0 (11-7, 11-8, 11-8) TPE Hsin Huang D 0-3 (1-11, 5-11, 12-14)                    | 3º                 | --         |
| Nuwani Vithanage e Hasintha Arsa Marakkala | Equipes mistas    | E            | Tailândia D 0-3 (0-3, 2-3, 1-3) Índia D 0-3 (0-3, 2-3, 2-3) Hong Kong D 0-3 (1-3, 2-3, 1-3)                                                                             | 4º           |                    | Europa 5 D 0-2 (2-3, 2-3) |                    | 25º        |